# Episodi di Kyle XY (terza stagione)
La terza stagione della serie televisiva Kyle XY è stata trasmessa negli Stati Uniti dal 12 gennaio al 16 marzo 2009 su ABC Family, ordinando solo 10 episodi.
La stagione si conclude con un cliffhanger, come le precedenti due. A causa dei bassi ascolti, il network però, il 31 gennaio 2009, annuncia che non avrebbe prodotto una quarta stagione e conseguentemente Kyle XY rimane senza un finale appropriato. Al momento del comunicato, infatti, i lavori di registrazione erano già terminati ed è stato così trasmesso l'unico finale disponibile.
In Italia la stagione è stata trasmessa dal 22 settembre 2009 al 24 novembre 2009 sul canale satellitare Fox, come Quarta stagione. 
In chiaro, la stagione è andata in onda su Italia 1 dal 30 aprile al 14 maggio 2010.
| nº | Titolo originale             | Titolo italiano            | Prima TV USA     | Prima TV Italia   |
| -- | ---------------------------- | -------------------------- | ---------------- | ----------------- |
| 1  | It Happened One Night        | Una notte speciale         | 12 gennaio 2009  | 22 settembre 2009 |
| 2  | Psychic Friend               | La sensitiva               | 19 gennaio 2009  | 29 settembre 2009 |
| 3  | Electric Kiss                | Il bacio elettrico         | 26 gennaio 2009  | 6 ottobre 2009    |
| 4  | In the Company of Men        | Una serata per soli uomini | 2 febbraio 2009  | 13 ottobre 2009   |
| 5  | Life Support                 | Una vita in pericolo       | 9 febbraio 2009  | 20 ottobre 2009   |
| 6  | Welcome to Latnok            | Benvenuto tra i Latnok     | 16 febbraio 2009 | 27 ottobre 2009   |
| 7  | Chemistry 101                | Legami chimici             | 23 febbraio 2009 | 3 novembre 2009   |
| 8  | Tell-Tale Heart              | Cuore rivelatore           | 2 marzo 2009     | 10 novembre 2009  |
| 9  | Guess Who's Coming to Dinner | Un invito inaspettato      | 9 marzo 2009     | 17 novembre 2009  |
| 10 | Bringing Down the House      | Un file segreto            | 16 marzo 2009    | 24 novembre 2009  |

## Una notte speciale
- Titolo originale: It Happened One Night
- Diretto da: Chris Grismer
- Scritto da: Eric Tuchman

### Trama
Uscito dalla palestra, Kyle non trova più Amanda e sviene colpito da una scarica elettrica. Al suo risveglio si trova in una stanza sconosciuta attaccato a delle macchine. Dopo essere fuggito incontra Jessi che ha rinviato la partenza con Sarah intuendo che l'amico era in pericolo. Dopo essersi assicurati che Amanda non è tornata a casa, i ragazzi cercano di capire dov'è tramite un video inviato al cellulare di Kyle. Quest'ultimo si ritrova praticamente a una riunione dei Latnok. Il loro leader, Cassidy, assicura che Amanda sta bene e non ricorderà nulla. Vogliono collaborare con Kyle che però rifiuta e se ne va con Jessi e Amanda. Jessi ci rimane male nel sapere che i Latnok non hanno chiesto di lei. Amanda rinvenuta non ricorda nulla della serata e crede di essersi addormentata alla festa post-ballo. Intanto alla festa Andy e Josh passano il tempo a giocare a G-Force ma il ragazzo ha cambiato idea e vorrebbe fare l'amore con Andy, cosa che riesce a fare riaccompagnandola a casa. Declan, depresso e ubriaco, ci prova con Hillary. Lori li sorprende mentre si baciano e se ne va infuriata. Quando Jessi torna a casa, scopre che sua madre non è rimasta ad aspettarla ed è partita senza di lei.
- Altri interpreti: Adam Lolacher (tecnico di laboratorio numero 1), Marcia Moulton (tecnico di laboratorio numero 2), Randal Edwards (tecnico di laboratorio numero 3), Chaz Chamberlain (guardia Latnok), Rob Hayter (guardia numero 1), Nikolas Baric (guardia numero 2), Don Lew (guardia numero 3), Shawn Beaton (guardia numero 3)

## La sensitiva
- Titolo originale: Psychic Friend
- Diretto da: Michael Robison
- Scritto da: Julie Plec

### Trama
Grazie a una gaffe di Andy, Amanda scopre che lei e Kyle non sono andati alla festa post ballo. Kyle le ha mentito. Offesa, cerca di evitarlo organizzando una serata a casa con Lori e Hillary ignorando che le due non si parlano dopo la questione Hillary-Declan. Nicole scopre che Sarah ha abbandonato Jessi. Quando quest'ultima cerca di dirlo a Kyle, lui la ignora. Una veggente ha detto a Kyle che quella sera la sua anima gemella sarebbe stata in pericolo e quindi, nonostante i Tragger lo dissuadano, chiede a Jessi di sorvegliare Amanda. Quando quest'ultima lo scopre decide di andare a un concerto con Hillary. Jessi, Lori e Kyle le seguono. Infatti sul palco ci sono dei problemi e un pezzo della scenografia cade su una ragazza buttandola in mare. Kyle la salva ma si tratta di Jessi. Amanda glielo fa notare mentre Declan e Lori hanno un chiarimento. Invece Andy non vuole più fare l'amore con Josh e gli ordina di non dire nulla a nessuno di quello che è successo tra loro. Ma Stephen lo scopre e si arrabbia. Tempismo pessimo per Mark che era andato a chiedere il permesso di uscire con Lori.
Amanda capisce che Kyle non è stato sincero sulla sera del ballo e furiosa gli chiede di lasciarla in pace. Nicole offre a Jessi ospitalità in casa Tragger. La veggente era in combutta con Cassidy.
- Altri interpreti: Carmen Moore (sensitiva)

## Il bacio elettrico
- Titolo originale: Electric Kiss
- Diretto da: Chris Grismer
- Scritto da: Gayle Abrams

### Trama
I Tragger hanno difficoltà ad accettare Jessi in casa. Kyle entra in bagno mentre lei si fa la doccia e la vede nuda. Jessi rivela involontariamente che Lori vede Mark nonostante il divieto di Stephen e che Josh spera che Andy cambi idea sul non copulare più. Intanto Kyle sta ascoltando Amanda suonare il piano, quando la signora Bloom nota che la figlia sta male, il ragazzo e Jessi si precipitano da lei. Effettivamente Amanda ha difficoltà a suonare un brano per un'importante audizione e non sopporta la presenza di Jessi nella stessa casa di Kyle. Quest'ultimo scansiona la mente di Amanda mentre suona il piano. La ragazza lo scopre e lo rimprovera di passare troppo tempo con Jessi. Ma Kyle ha scoperto cos'ha l'amata, un blocco mentale impostogli dai Latnok. La soluzione è una scarica elettrica. Intanto Jessi sorprende Josh mentre si masturba e viene cacciata in malo modo. Lori le spiega il concetto di privacy. Alla fine Jessi aiuta Kyle che non sa come elettrizzare Amanda senza ucciderla. Deve baciarla ma il ragazzo dovrebbe esercitarsi prima con Jessi, ma Amanda li scopre e se ne va disperata all'audizione. Kyle la raggiunge, le giura grande amore ma Amanda è convinta di averlo perso. Si lascia ugualmente baciare ma la loro relazione è finita. Intanto Cassidy vieta a Mark di vedere Lori. La ragazza se la prende prima con Jessi e poi col padre.
- Altri interpreti: B. J. Harrison (ufficiale), Julian LeBlanc (pianista)

## Una serata per soli uomini
- Titolo originale: In the Company of Men
- Diretto da: Guy Norman Bee
- Scritto da: Daniel Arkin

### Trama
Declan, Josh e Kyle trascorrono una sera in un locale, sperando d'affogare i propri problemi nell'alcol. Da ubriaco Kyle è incredibilmente sincero e davanti a tutti fa azioni eccezionali, rivelando anche la sua vera identità e origine, ma stonando come una campana quindi nessuno gli crede. Usciti dal locale, i ragazzi scoprono che l'auto è stata sequestrata. Al deposito, il guardiano chiede il libretto di circolazione che è nell'auto, così i ragazzi decidono di riprendersi la macchina facendola evadere. Durante la fuga, bucano una ruota. Declan se la prende con Kyke tornato sobrio accusandolo di essere fin troppo perfetto. Il ragazzo è frustrato perché la frattura alla caviglia è peggiore di ciò che sembrava e non potrà più giocare a basket, non ha un futuro. Aveva portato Kyle in un locale a ubriacarsi solo perché l'amico scendesse al suo livello. Intanto una depressa Lori convince Jessi ad andare nell'appartamento di Sarah ma in corridoio incontrano Cassidy e gli consigliano di andare al The Rack. Lori chiede a Jessi perché non ci provi con l'ex vicino ma Jessi le rivela il suo interesse per Kyle. Le due vanno al The Rack dove c'è anche Mark. Cassidy pare aver cambiato idea sul suo rapporto con Lory. Dopo una sfuriata di lei, i due fanno l'amore. Declan e Josh convincono Kyle a rivelare la verità ad Amanda per riconquistarla ma in strada Kyle incontra Foss che lo informa della morte di Adam.
- Altri interpreti: Ben Cotton (ragazzo sequestrato), Nicholas Carella (ragazzo), Sara Canning (ragazza coi capelli rossi), Nina Bialecki (ragazza del bacio)

## Una vita in pericolo
- Titolo originale: Life Support
- Diretto da: Michael Robison
- Scritto da: Brian M. Holdman

### Trama
Josh e Kyle accompagnano Nicole a una conferenza. Ma Kyle si distrae guidando e per evitare un'auto in panne finisce fuori strada. Nicole rimane gravemente ferita e incastrata. Kyle non riesce a estrarla dall'auto. Così lui e Josh devono optare per limitarsi ad aiutare la proprietaria dell'auto in panne. Si tratta di una donna incinta che sta per partorire. Grazie ai consigli di Nicole, Kyle riesce nell'impresa e intanto manda messaggi telepatici a Jessi impegnata a litigare sempre con Lori. Jessi riceve il messaggio e manda i soccorsi. Ma le condizioni di Nicole sono gravissime. L'unica soluzione è il liquido amniotico di Adam Bailey. Su suggerimento di Jessi, Kyle è costretto a rivolgersi a Cassidy che accetta in cambio dell'entrata di Kyle nei Latnok. Alla fine si scopre che Jessi e Cassidy erano d'accordo ma la ragazza minaccia di ucciderlo se farà del male a Kyle o ai Trager.
- Altri interpreti: Jessica Harmon (Gretchen), Kevin McNulty (Dr. Feldman), Daren A. Herbert (interno), Stefanie Samuels (infermiera)

## Benvenuto tra i Latnok
- Titolo originale: Welcome to Latnok
- Diretto da: Guy Norman Bee
- Scritto da: Christopher Hollier & R. P. Gaborno

### Trama
Kyle rispetta il patto stretto con Cassidy e lo segue a un incontro dei Latnok. Cassidy lo presenta a un gruppo di studenti universitari particolarmente brillanti, di cui fa parte anche Mark. Loro sono Latnok o più precisamente i membri giovani, che tuttavia non partecipano alle riunioni degli anziani. Cassidy, in buona sostanza, cerca di dare una buona impressione. Tutti si dimostrano sinceramente contenti dell'arrivo di Kyle, a eccezione di Nate che si ritiene più intelligente di Kyle. Alla fine però Cassidy informa il nostro eroe che non è obbligato a tornare ed in effetti lui non vorrebbe ma Josh e Lori lo informano che i genitori non possono permettersi di pagare la parcella dell'ospedale. Urgono soldi. Kyle ricorda di come Mark gli abbia parlato di concorsi con premi in denaro. Deve tornare dai Latnok. Decide quindi di partecipare a un concorso la cui scadenza è a meno di 48 ore e a cui Nate si sta preparando da un anno. Per invidia, il ragazzo gli sabota il progetto ma Kyle prosegue lavorando a casa. I problemi non mancano ma il materiale sì. Il progetto rischia di non vedere luce. Jessi deve riscattarsi perché l'amico ha scoperto il suo vero coinvolgimento nella guarigione di Nicole e quindi gli procura il materiale spendendo i soldi che le ha mandato sua madre Sarah. Mark e altri Latnok vanno poi ad aiutarlo il giorno della presentazione. Il prototipo di Nate si guasta gareggiando con quello di Kyle e quindi egli vince. Per vendetta Nate va al The Rack a corteggiare Amanda, di cui ha nel frattempo saputo.
Andy comunica a Josh che la sua famiglia lascerà Seattle e si trasferirà a Cleveland per ragioni di lavoro. Jessi dice a Kyle d'avergli nascosto che Amanda era passata a casa a cercarlo. Teme che voglia stare di nuovo con lui mentre gli confessa apertamente che vuole che Kyle stia con lei.
- Altri interpreti: Jesse Hutch (Nate Harrison), Ali Liebert (Jackie), Brandon Jay McLaren (Chad), Eileen Barrett (giudice)

## Legami chimici
- Titolo originale: Chemistry 101
- Diretto da: James Head
- Scritto da: Steven Lilien & Bryan Wyndbrandt

### Trama
Jessi lascia credere a Lori di non essere interessata a Kyle, ma a Cassidy perché vorrebbe qualche suo consiglio. E l'amica le consiglia di ritrattare, stabilizzare il rapporto ed eliminare la concorrenza. Andy, invece, combina un incontro tra Josh e una ragazza che possa rimpiazzarla. Kyle chiede a Cassidy di far entrare anche Jessi nei Latnok e anche se Cass rivela di non avere simpatia per lei e sua madre accetta. Poi assegna a lui e Jessi un compito insolito, organizzare una festa per gli studenti del college. Nate invita Amanda ma d'impulso Kyle gli dice che è una festa per single poi si scusa con Jessi dicendo che i due non sono fatti l'uno per l'altra e vorrebbe dimostrarlo ad Amanda. Così arriva l'idea. Il tema sarà l'affinità chimica: ogni persona indosserà una collana con un cristallo in grado d'assumere una colorazione caratteristica in base ai feromoni sessuali liberati dalla pelle. Kyle preleva il dna di Amanda e Nate per accertarsi che le colorazioni siano diverse. Durante la festa Jackie, una ragazza appartenente ai Latnok, nota che il suo cristallo è dello stesso colore di quello di Declan e decide quindi d'attaccare bottone. Kyle, invece, nota che Amanda e Nate hanno il ciondolo dello stesso colore e fa una scenata di gelosia alla ex quando vede che sta per baciare il rivale comunicandogli che Nate ha manomesso il suo ciondolo. Amanda però si arrabbia con lui e lascia la festa da sola. Anche Lori è arrabbiata, ha capito che Jessi non è innamorata di Cassidy ma di Kyle e che ha manomesso lei il ciondolo di Amanda. La rimprovera dicendole che non è il comportamento giusto per conquistare Kyle. Jessi raggiunge Amanda dicendole la verità sui ciondoli e sui sentimenti e che Kyle non ha mai smesso d'amarla e lei, sebbene tenga a lui, si farà da parte e non la ostacolerà. Kyle s'intrufola nell'ufficio di Cassidy dove trova, custodito all'interno di una cassaforte, l'anello di Sarah. Quando informa Jessi, lei scoppia in lacrime e gli chiede d'aiutarla a ritrovare sua madre. Con notevole ritardo rispetto ai cristalli degli altri invitati, quelli indossati da loro due si colorano entrambi d'arancione. Poco prima Kyle aveva detto di no al tentativo di Amanda di tornare insieme e ora trascorre la notte nel letto di Jessi.
- Altri interpreti: Jesse Hutch (Nate Harrison), Ali Liebert (Jackie), Brenna O'Brien (Katie)

## Cuore rivelatore
- Titolo originale: Tell-Tale Heart
- Diretto da: Peter DeLuise
- Scritto da: Gayle Abrams & Brian Lawrence Ridings

### Trama
Declan con uno stratagemma fa incontrare le due ex amiche del cuore Lori e Hilary al The rack, facendole così chiarire e riappacificare.
Kyle, con l'aiuto di Nicole, spinge Jessi a ricordare olograficamente la notte in cui Sarah se n'è andata e ha conosciuto Cassidy. Dopo aver visto del sangue nella cesta dei panni che quella notte Cassidy stava portando a lavare, a Jessi sale la febbre e ha difficoltà a proseguire. Ma Kyle convinto che la donna sia morta ritiene che l'unico modo per aiutare l'amica sia farle accettare la verità. Infatti Jessi con la vista agli ultravioletti vede del sangue sulla porta dell'appartamento di Cassidy e sente il battito del cuore di Sarah provenire da lì. Il battito si affievolisce man mano, fino a cessare del tutto. La madre sembrerebbe così morta, e lei si dispera, pensando di non aver fatto nulla per impedirlo. Josh supplica il padre d'ospitare la sua ragazza a casa loro, in modo che non debba trasferirsi, ma Stephen è contrario. Così chiede ad Andy di sposarlo ma lei rifiuta. Alla fine Josh si arrende all'evidenza e scoppia a piangere davanti al padre. Nate scopre da Amanda che Kyle è figlio di Adam Baylin. Il ragazzo è in possesso di alcuni manoscritti di Adam e ruba l'anello di Sarah dalla cassaforte di Cassidy, facendogli credere che sia stata Jessi. Kyle non riesce a ottenere i tabulati dei cellulari usa e getta di Sarah, ma recupera alcune foto; ritraggono la figlia durante la breve ma felice convivenza. Kyle le mostra a Jessi, che grazie a quelle foto, dopo la pesante giornata, riesce finalmente a sorridere sapendo dell'amore che sua madre provava per lei. In quel momento Kyle bacia appassionatamente Jessi, ma i ragazzi non sanno di essere stati visti da Nicole.
- Altri interpreti: Jesse Hutch (Nate Harrison), Ali Liebert (Jackie)

## Un invito inaspettato
- Titolo originale: Guess Who's Coming to Dinner
- Diretto da: James Head
- Scritto da: Daniel Arkin & Andrea M. Conway

### Trama
Jessi sogna di strangolare Cassidy uccidendolo, però veramente sta strangolando Kyle, quest'ultimo era venuto in camera sua perché aveva sentito la sua amica agitarsi nel sonno, lui la sveglia. Kyle sentendosi molto nervoso, la consola e se ne va. I Trager scoprono che Kyle e Jessi si sono baciati, e sapendo la natura di Jessi pensano che sia stata lei a baciare Kyle, e non il contrario. Nicole rivela a Kyle che non le piace che abbiano una relazione poiché fanno parte della stessa famiglia, Kyle le promette che non succederà mai più, Jessi ha ascolta la loro conversazione di nascosto;dopo un po', quando Kyle e Jessi vanno al The Rack, Jessi cerca di far cambiare idea a Kyle. Cassidy dice a Nate che vuole che lavori con Kyle su un progetto degli acceleratori di crescita, all'inizio Nate si rifiuta, ma riflettendoci pensa che se diventerà un po' più amico di Kyle avrà più possibilità di corteggiare Amanda.Kyle chiede a Cassidy che problemi ha con jessi, e quest'ultimo gli rivela che Jessi aveva detto che l'avrebbe ucciso se lui avesse fatto del male a Kyle o ai suoi cari, appena arriva a casa jessi si arrabbia con Nicole per il fatto che non lascia avere a lei e a Kyle una relazione. Quando arriva a casa Kyle cerca di consolarla, e nel frattempo decide di dirle il piano che ha realizzato, e Jessi gli rivela di aver ucciso lei il cacciatore. Cassidy è invitato a casa dei Trager visto che Nicole aveva spiegato a Kyle che se vuole avere la sua fiducia deve fingere di essere dalla sua parte. Durante la cena Jessi si intromette nella cena, e cerca di far rivelare a Cassidy le ragioni dell'omicidio di Sarah, però Cassidy la batte sul tempo e rivela a tutti come Jessi, appena uscita dalla vasca di gestazione, abbia ucciso la prima persona incontrata, un cacciatore, e sentenzia che è nella sua natura. La ragazza scappa di casa.
Cassidy e Kyle si danno appuntamento al The Rack, dove però Cassidy viene aggredito da Jessi, che gli fa confessare le ragioni dell'omicidio di Sarah. Kyle interviene scaraventando Jessi contro una parete. Prova subito a rianimarla, ma il cuore non batte più. Sconvolto, è trascinato via da Cassidy. Una volta soli, lo conforta: per tutti sarà semplicemente scappata di casa, nessuno saprà niente, farà in modo che il corpo non venga trovato.
Dall'ombra esce Tom Foss, si avvicina a Jessi e l'aiuta a rialzarsi. La ragazza non era morta, ma aveva solo rallentato il battito a due pulsazioni al minuto.Quando Jessi torna a casa spiega a Nicole che Cassidy aveva ucciso Sarah. Cassidy dice a Kyle che adesso tutti e due sono coinvolti in questa faccenda, e dice anche che se ne vogliono uscire fuori devono fidarsi l'uno dell'altro, Cassidy dice che lui si fida di Kyle, e poi gli chiede se lui si fida, Kyle gli mente e dice che lui si fida.
- Altri interpreti: Jesse Hutch (Nate Harrison), Ali Liebert (Jackie), Mi-Jung Lee (annunciatore)

## Un file segreto
- Titolo originale: Bringing Down the House
- Diretto da: Peter DeLuise
- Scritto da: Julie Plec & Brian Young

### Trama
Josh, dopo una notte trascorsa assieme ad Andy, trova un biglietto sul cuscino, dove lo avverte che la sua partenza è stata anticipata, ma non ha avuto il coraggio di salutarlo.
Kyle viene a conoscenza dei piani dei Latnok anziani che, sfruttando il lavoro dei giovani affiliati, ignari di tutto, sono riusciti a ricostruire la vasca progettata da Adam per la gestazione e ora, grazie al liquido proteico già in loro possesso, sono pronti a rimprendere gli esperimenti su grande scala. Il quadro prospettato da Cassidy è chiaro, Kyle non può ostacolarli: quello è il prezzo da pagare per il silenzio sulla morte di Jessi. Cassidy gli è comunque grato perché gli ha salvato la vita e gli offre la possibilità d'essere libero, gli promette che i Latnok non si sarebbero più occupati di lui. Di sera, quando Kyle torna a casa Steven e Nicole cercano di interrogarlo, Kyle promette loro che avrebbe spiegato tutto, ma che prima vuole vedere Jessi perché vuole sapere coma sta, Jessi va là, e i due si abbracciano. Al mattino seguente Jessi entra in camera di Kyle, mentre quest'ultimo si sta cambiando, e jessi lo vede senza maglietta, e quando Kyle si accorge che la sua amica è entrata, le cose si mettono un po' strane, i due ragazzi avevano creato l'atmosfera perfetta, e forse potevano baciarsi, però Nicole entra lì, e dice che a lei non piace il gioco che lui sta facendo con Cassidy, e anche che non le piace che Kyle abbia questo tipo di relazione con Jessi. 
Amanda, più tardi va a casa sua e gli rivela i segreti di Nate. Amanda e Kyle poi si baciano. Infine Amanda se ne va come è venuta, dalla finestra. Jessi sente tutto, poiché era nascosta dietro la porta della sua camera. Kyle riesce a distruggere tutti i dati registrati sul computer, ed è costretto anche a bruciare i diari di Adam Baylin per distruggere le tracce del esperimento. Kyle avvisa Nicole che si deve intrufolare nel appartamento di Cassidy, a Nicole sarebbe piaciuto che Kyle avesse accettato l'offerta di libertà proposta da Cassidy, e gli fa notare che più va avanti e più la facendo lo modifica. Dopo un po' Kyle e Declan si intrufolano nel appartamento di Cassidy, e prendono i suoi documenti, passaporto e data di nascita.
Declan, istruito da Jackie sul hacking dei GPS, attiva un collegamento video tra l'auto di Andy e Josh. I due possono così rivedersi e sperare di tenere viva la loro storia anche a distanza.
Kyle, grazie all'aiuto di Jessi riesce a scoprire dove i Latnok tengono nascosto il liquido proteico, e grazie ai documenti presi scopre che la madre di Cassidy, Grace Kingsley, è viva, ed è anche un membro dei Laknot. Jessi crea un batterio liquido, che potrebbe far fallire l'esperimento laknot; quando Kyle è pronto per andare al magazzino dove viene tenuto il liquido proteico, Jessi gli chiede che cosa succederebbe se questa storia finisse come previsto, però le risposte di Kyle fanno chiedere a Jessi se lui prova qualcosa per lei, e Kyle le risponde: 
-Beh, non hai bisogno di chiederlo- 
Jessi lo bacia; mentre i due si baciano il lampadario esplode, e alla fine di questo, Kyle fa una faccia strana, un po' come per vantarsi, tutte queste cose fanno capire a Jessi che Kyle l'ama. Quando Nicole e Steven arrivano lì, Jessi dice che c'è solamente stato un corto circuito e che lo avrebbe riparato, ma capiscono lo stesso che i due si sono baciati poiché la voce di Jessi era strana, ma decidono di fare finta di niente. Quando arriva al locale, Kyle, grazie all'inaspettata collaborazione di Mark che decide di fidarsi di lui, distrugge il liquido proteico, necessario ad avviare gli esperimenti, e tutti i dati su computer. Di sera, Amanda si avvicina alla finestra della camera di Kyle, però incontra Jessi, e quest'ultima le consiglia di intrufolarsi nell'appartamento di Nate, per prendere le informazioni che ha su Kyle, ma per sfortuna Nate la sorprende, e quindi chiama il suo capo Cassidy per avvisarlo, e quest'ultimo gli consiglia di scoprire tutto quello che sanno; per fortuna Jessi arriva lì, e cerca di atterrare Nate, però Amanda gli spacca un vaso in testa; non lo colpisce abbastanza forte, però, così con una gomitata lo stende K.O. Jessi scopre che Nate aveva rubato l'anello di Sarah a Cassidy, e quindi si riprende ciò che dovrebbe appartenere a lei, dopo questo scopre anche un file segreto (forse che Grace Kingsley, la madre di Cassidy sia anche la madre di genetica di Kyle).Poco prima che ciò accadesse, Amanda la avvisa che ha intenzione di rimettersi con Kyle. Cassidy, grazie a Nate, scopre che Kyle stava fingendo sul fidarsi di lui e capendo tutto si reca a casa di Kyle dove attende quest'ultimo. Dopo esser tornato a casa, Kyle incontra Cassidy che gli dice di non preoccuparsi, che i Latnok non hanno fatto niente alla sua famiglia e che sono andati a prenderlo al locale. Dopo una litigata tra i due, alla fine della quale il trionfatore è Kyle, mentre lui sta per strozzare Cassidy, quest'ultimo dice di essere fratello di Kyle.
- Altri interpreti: Magda Apanowicz (Andy Jensen), Josh Zuckerman (Mark), Hal Ozsan (Michael Cassidy), Jesse Hutch (Nate Harrison)